# Ratpenat frugívor de Frost
El ratpenat frugívor de Frost (Neopteryx frosti) és una espècie de ratpenat de la família dels pteropòdids. És endèmic d'Indonèsia.
Viu als boscos subtropicals i tropicals.